# NGC 5562
NGC 5562 là một thiên hà xoắn ốc (lớp S) trong chòm sao Mục Phu. 